# Orvieto
Orvieto er en italiensk by i regionen Umbria.
Den har en højst usædvanlig beliggenhed på en høj med stejle sider. Der findes en vej for biler, men gående kan også benytte kabelbanen.
Der er en jernbanestation med forbindelse til blandt andet Rom med Trenitalias regionaltog og intercitytog.
Italiens største vinmesse finder sted i Orvieto, som især er kendt for sin hvidvin, Orvieto Classico, som også forhandles i Danmark.
Zipfest, en festival for kontaktimprovisation, foregår også i Orvieto.
Sammen med Greve-in-Chianti, Bra og Positano var Orvieto med til at starte "langsom-by" bevægelsen Cittaslow, der var inspireret af Slow Food bevægelsen.

## Domkirken
Domkirken er den mest markante bygning i Orvieto.
Dens vestfacade er et pragtstykke af farvet ornamentik og er skabt i 1310 af arkitekten Lorenzo Maitani.
Facaden betragtes som hans hovedværk.
Andrea Pisano stod for dørene, påbegyndte dem 22. januar 1330 og fik dem monteret 20. juni 1336.
De nuværende tre bronzedøre på vestfacaden er designet af den italienske skulptør Emilio Greco i 1965/1970.
Andrea Pisano ledede byggeriet af kampanilen til 1343 og domkirkebyggeriet mellem 1347 og 1349, hvorefter hans søn, Nino Pisano overtog arbejdet den 19. juli 1349.
Et af Orvietos største kunstværker er Luca Signorelli's farvestrålende freskoer i domkirkens højre kapel, Cappella Nuova eller Sankt Brizio Kapel (1408/1444).
Oprindelig begyndte Fra Angelico fra Gozzoli dekorationen sammen med Benozzo Gozzoli i 1447.
Han fik dog kun malet en lille del af kapellet.
Kirken forsøgte at få Perugino inddraget, men han fik dog aldrig begyndt.
Endelig fik Luca Signorelli fra Cortona den 5. april 1499 hvervet, og sammen med sine elever færdiggjorde han kapellet i 1504, der nu står som hans mesterværk.
De største dele er væggenes fire store freskoer, og de forestiller Antikrists prædiken, Kødets opstandelse, De Fordømte styrtes i Helvedet og modtages af Dæmonerne, og De Udvalgte i Paradis.
De viser en mængde nøgne skikkelser. Antikrists prædiken viser portrætter af blandt andet Luca Signorelli, Fra Angelico og Dante.
I Orvieto ligger Korporalen fra Bolsena i et relikvieskrin.
Guldsmeden Ugolino di Vieri fremstillede det 139 centimeter høje skrin i 1337–1338 i gennemsigtig emalje.
Skrinet findes nu i en glasmontre i domkirkens venstre sidekapel.

## Andre bygninger og kunst
Kunstneren Arnolfo di Cambio opholdt sig i Orvieto.
Han skabte kardinal Guillaume de Brayes gravmæle (død den 29. april 1282, mens han besøgte pave Martin den Fjerde).
Størstedelen af kirken San Domenico, der øverst har Marias trone, står udformet i marmor.
En del, der forestiller to engle med røgelseskar, står i domkirkemuseet i Orvieto.
Palazzo del Capitano del Popolo, der påbegyndtes i 1250, er det ældste bevarede kommunale palads fra gotisk tid.
Der er foretaget mange udgravninger (eller udhugninger) i bjerget under Orvieto siden etruskernes tid.
En del af dem er private kældre, men turister har adgang til nogle.
To markante udgravninger er de to store dybe brønde.
Pozzo della Cava er gravet af etruskerne og udvidet i 1527–1530 under pave Clement VII.
Den blev lukket i 1646 og blev, efter at have været glemt i flere århundreder, genopdaget.
I tilknytning til Pozzo della Cava er der udhugget huler, der blandt andet har været brugt som vinkælder.
Den anden store brønd er den 62 meter dybe Pozzo di San Patrizio (Sankt Patriks brønd), som man kan gå ned i bunden af via to spindeltrapper. Begge brønde blev udgravet under pave Clement VII i 1529.

## Galleri
- Panorama over Orvieto
- Domkirken i Orvieto
- Den dybe Sankt Patriks brønd i Orvieto